# Woltjer (cràter)
Woltjer és un cràter d'impacte que es troba al nord de la cara oculta de la Lluna. Està unit a la vora externa sud del cràter més gran Montgolfier. Al sud-oest es troba Schneller i a l'est apareix Stoletov.
Aquest és un impacte relativament recent en comparació de la majoria dels cràters de l'altra cara de la Lluna. La seva vora està ben formada, amb poca erosió. No obstant això, és prou antic perquè la seva albedo coincideixi amb el del seu entorn i manqui d'un sistema de marques radials. La paret interior s'ha desplomada en alguns llocs i s'han format nombrosos talusos en el seu costat sud. El sòl interior té dues línies de crestes baixes que comencen al sud-est i es corben fins a la paret interior nord-oest. Presenta una zona anivellada en el sòl sud, prop de la paret interior.
Porta el nom de l'astrònom Jan Woltjer.

## Cràters satèl·lit
Per convenció aquests elements són identificats en els mapes lunars posant la lletra en el costat del punt mitjà del cràter que està més prop de Woltjer.
|         | \| Woltjer \| Coordenades \| Diàmetre \| \| ------- \| -------------------------------------- \| -------- \| \| P \| 43° 24′ N, 161° 30′ O / 43.4°N,161.5°O \| 33 km \| \| T \| 45° 06′ N, 164° 42′ O / 45.1°N,164.7°O \| 15 km \| |          |
| Woltjer | Coordenades | Diàmetre |
| P       | 43° 24′ N, 161° 30′ O / 43.4°N,161.5°O | 33 km    |
| T       | 45° 06′ N, 164° 42′ O / 45.1°N,164.7°O | 15 km    |